# Sejd
Sejd (af norrønt: seiðr) er en type magi og spirituel praksis fra norrøn tid, der især bliver praktiseret som sjælerejser. Formålet med sejd er at opnå kontakt med guder og overnaturlige kræfter og modtage guddommelige budskaber eller vejledning. Sejd har nogle lighedstræk med shamanisme, men der er også væsentlige forskelle, og i dag betragtes sejd ikke som shamanisme.
Vanerne rådede for sejd og frugtbarhed, og da Freja var af vaneslægt, var det hende, der lærte Odin og de andre aser op i sejdkunst. I Ynglingatal kaldes hun "blotgydje". Snorre fortæller, at Odin var den største sejdmand. Derfor kendte han folks skæbne; han kunne spå, og give folk død eller ulykke. "Men denne trolddom følger der så megen umandighed (ergi) med, at mænd ikke kan bedrive den uden med skam, og derfor lærte de gydjerne denne kunst."
Sejd kunne være enten god- eller ondartet; godartet sejd kunne helbrede eller beskytte og være spådomskunst, mens ondartet sejd kunne forvolde impotens eller tab af livslyst. I nyere tid er sejdritualerne blevet rekonstrueret i relation til den moderne asetro.

## Etymologi
Etymologisk er begrebet "sejd" sandsynligvis beslægtet med sanskrit siddhi eller siddha. I vedisk religion, hinduisme og buddhisme er en siddhi en person med paranormale eller magiske egenskaber, der ikke opfattes som et mål i sig selv, men snarere som positive bivirkninger af en åndelig udvikling. På oldengelsk er termerne siden og sidsa nært beslægtet med sejd med en betydning, der minder om den nordiske sejd. Begge disse ord kendes kun fra sammenhænge, som tyder på, at de var egenskaber knyttet til elfs (alfer).

## Karakteristik
Sejd byggede på forestillingen om sjælens potentiale for at agere udenfor kroppen, såkaldte sjælerejser. Ritualet bestod som regel af at en vølve eller sejdmand (seiðmaðr) gik i trance, mens en hjælper sang særlige tryllesange (galder). Under trancen kunne sejderen kommunikere med den guddommelige sfære eller foretage en åndelig rejse til en anden verden. Sejderen kunne få svar på spørgsmål om fremtiden og om de kræfter, der kunne påvirke denne. I myterne var sejd især associeret med vanerne, men Odin blev oplært af Freja og beskrives som den største sejdmager.
Samerne omtales i sagaerne som trolddomskyndige, og der er blevet påvist mange strukturelle ligheder mellem den nordiske sejd og noaidetradtionen i samisk religion. Derfor er sejd sat i forbindelse med de shamanistiske traditioner, der har været udbredt i nordpolsområderne og store dele af Asien, i første omgang af den svenske religionsforsker Dag Strömbäck. Men den udbredte brug af kvindelige kultledere - gydjer og vølver - og opfattelsen af sejd som umandig, adskiller den nordiske tradition fra de fleste andre shamanistiske kulturer.
Vi kender ingen beskrivelser af sejd fra før-kristen tid, men i flere eddadigte og skjaldekvad er der beskrivelser af sejd og iblandt af ritualerne. Det viser, at fænomenet var udbredt og kendt. Vi har imidlertid ikke kendskab til alle ritualer, så rekonstruktioner er baseret på hypoteser.
Sejd blev for det meste udført af kvinder, mens mænd, der havde befatning med sejd, muligvis blev set på med foragt og beskyldt for ergi, "umandighed", dvs. homoseksualitet. Denne antagelse bygger dog kun på en enkelt historisk kilde, og det vides ikke, om den er berettiget.

### Ritualer
Et vigtigt element i et sejdritual var sjælerejser. Det vil sige rejser, hvor man forlader kroppen og bevæger sig ind i en anden verden. Ved hjælp af enten sang og musik eller psykedeliske planter eller begge dele bragte sejderen sig i trance, så sjælen frit kunne bevæge sig udenfor kroppen og derved komme i kontakt med det transcendente. Beskrivelser i mytologien tyder på, at sjælerejser blev opfattet som rejser til dødsriget. Kunsten krævede uddannelse og opøvelse, hvilket mytisk blev udtrykt ved, at Freja lærte den fra sig.
De centrale elementer i ritualet blev udført af en kultleder, hvor kvinden blev kaldt "vølve" eller "sejdkone", mens en mand blev kaldt "sejdmand". Vølverne var omrejsende kvinder, der besøgte folk i forbindelse med situationer, som krævede særlig religiøs ekspertise; fx ved barnefødsler, bryllupper og krisesituationer som sygdom og hungersnød. Ritualet bestod i reglen af at kultlederen faldt i trance. Hun blev assisteret af et kor, tilsyneladende yngre kvinder, som sang særlige tryllesange (galder), der skulle tilkalde hjælpeånder for at etablere kontakt mellem vølven og åndeverdenen, hvor hun kunne opnå skjult viden. Folke Ström har foreslået, at den stav vølverne normalt havde med, måske blev brugt til at ride på under sjælerejsen. Ritualet afsluttes ved at kultlederen fremsagde den hellige viden hun havde opnået i forbindelse med ritualet.
Vølverne i eddadigtene Balders drøm og Völuspá svarer kun modvilligt på spørgsmål. Hilda Ellis Davidson foreslår, at det kan afspejle en rituel praksis. Hjælpeånderne blev i reglen beskrevet som dyr, og arkæologen Lotte Hedeager har foreslået, at de meget udbredte dyremotiver i nordisk kunst skal forstås i sammenhæng med sejd og kommunikation med den anden verden, da det var en udbredt opfattelse, at dyr kunne bevæge sig mellem denne verden og den transcendente. Ved hjælp af hamskifte var det også muligt for guderne at rejse til andre verdner i dyreskikkelse.
Praksis varierede; i nogle ritualformer blev der fx brugt trommer som i samisk religion. Sejdudøveren kunne også udføre ritualer alene. J. Blain mener, at útiseta (= udesidning) var en sådan speciel form for sejd, der tilsyneladende involverede meditation eller introspektion. Formålet var formentlig spådomme og opnåelse af hellig viden ved at tyde de lyde og gestalter, som blev åbenbaret for sejderen i løbet af natten. Odins udspørgen af vølven i Völuspá og Balders drøm kan måske være et mytisk eksempel på en udesidning. Disse fandt sted på gravhøje, korsveje og andre steder, hvor ånderne opholdt sig. Begrebet útiseta kendes fra en islandsk lovtekst fra 13. århundrede. I den står, at útiseta at vekja tröll upp ok fremja heiðni (= udesidning for at opvække trolde og praktisere hedenskab) var forbudt. Udbredelsen af teknikken er usikker, og vi har ikke kendskab til, at nogen er blevet straffet for denne forbrydelse før i 17. århundrede.
Vølverne blev opfattet som seersker, som vølven, der gæstede Orvar-Odds fosterfar og spåede dem alle efter tur. Måske har der været en mere direkte forbindelse mellem de virkelige vølver og de forskellige kollektiver af kvindelige guddomme, der optræder i mytologien, såsom norner, valkyrier og diser, alle guddomme der var associeret med skæbnebegrebet.

### Social marginalitet
I både myter og sagaer fremstilles sejd og trolddom mest som forbeholdt kvinder, selv om den også kunne udøves af sejdmænd. Sejd omfattede grænseoverskridelser som kønsskifte, hamskifte og rejser mellem denne verden og den åndelige. Det kan være baggrunden for sejdens tvetydige status, hvor udøverne både var frygtet, respekteret og set ned på.
En mandlig udøver af sejd havde tabt sin ære, som det fremgår af Skjern-stenene: "En sejdkarl er den mand, som bryder disse kumler." I Erik den Rødes saga fortælles det, at Harald Hårfagers søn Ragnvald Retben var en seiðmaðr (sejdmand). Ifølge Flatøbogen blev Ragnvald derfor indebrændt af sin halvbror Erik Blodøkse på sin fars bud, sammen med 80 andre sejdmænd.
I digtet Lokasenna håner Loke Odin for at have sejdet på Samsø:
Det siges, du sysled’
med sejd imens —
på Samsø med virke som vølve.
Du traskede rundt
som tryllende kone —
det kalder jeg argt og ækelt.
Traditionelt er sejd i forskningen beskrevet med udgangspunkt i de islandske tekster, hvor sejdudøveren ofte er marginaliseret af det øvrige samfund og den øvrige religion, også i før-kristen tid. Snorre omtaler sejd med afsky, især når mænd praktiserede det. For ham var formålet med sejd at bringe ulykke over folk. Disse tekster er imidlertid alle skrevet efter religionsskiftet, da ritualer associeret med hedenskab blev forbudt i det kristne samfund.
Margaret Clunies Ross mener, at den ambivalens ved sejd, der spores i litteraturen, er ældre end kristendommens fremvækst; tendensen er dog i de middelalderlige tekster yderligere forstærket af kirkens holdning til trolddom. Ross mener, at det var socialt uacceptabelt for mænd at udøve sejd pga shamanens funktion som bindeled mellem de to verdner, den guddommelige og den menneskelige, hvor han er den passive og modtagende part overfor en anden verden. I den norrøne kønsopfattelse blev passivitet associeret med kvindelighed. Ross mener, at sejd derfor kunne sammenlignes med et samleje med sejderen som den kvindelige part; samtidig som sejd kunne forudsige og manipulere fremtiden, og dermed blev associeret med tiden og med skæbnen, som Ross mener, var særligt relateret til kvindelighed. Et lignende forhold kendes fra flere nordamerikanske og sibiriske kulturer, hvor mandlige shamaner iklæder sig kvindetøj som led i ritualer. Folke Ström har ligeledes forklaret nedvurderingen af mandlige sejdere med, at de tilsyneladende påtog sig den kvindelige rolle i et seksuelt forhold. I lighed med Clunies Ross bygger Ström sit synspunkt på, at norrøn kultur skelnede mellem aktiv og passiv seksualitet.
Dertil kom sejdens grænseoverskridende karaktér i forbindelse med sjælerejserne under ekstase og trance, og de tætte forbindelser til både kønsskifte, hamskifte og unormal seksuel adfærd. Sejdmanden satte derved sin mandighed på spil ved at overskride grænsen til tabubelagte områder. Sådanne overtrædelser blev opfattet som trusler mod samfundets stabilitet. I modsætning til den traditionelle kvinderolle, var vølven ikke knyttet til en husstand, slægt og de forpligtelser, som var forbundet med det. Kilderne tyder på, at de levede i kvindekollektiver, der rejste rundt i landet fra gård til gård. Det betyder dog ikke, at vølverne ikke blev behandlet med respekt som en naturlig del af samfundet.

### Forskellen på sejd og shamanisme
I 1800-tallet blev sejd betegnet som et kulturelt indlån fra de arktiske religiøse traditioner, primært den samiske. En af de første til at påvise en forbindelse til finno-baltiske traditioner var Jakob Grimm, der i 1835 udgav det socio-lingvistiske værk Deutsches Wörterbuch (s. 638). Siden er den nordiske sejd også blevet sammenlignet med parallelle praksisser fra den øvrige verden. Karakteristikken af sejd som et indlån fra samisk kultur, var tidligere dominerende i forskningen.
I dag beskrives "shamanisme" i sig selv som et konstrueret begreb, der betegner parallelle traditioner i forskellige kulturer, og sejd kan lige så vel have indoeuropæisk oprindelse. Derfor bliver sejd og den samiske noaide-tradition i reglen snarere beskrevet som to parallelle fænomener, der eksisterede i to forskellige kulturer, men som igennem lang tid levede i nærheden af hinanden og påvirkede hinanden. Sejd og shamanisme udgjorde derfor snarere et mødepunkt mellem de to, end en egentlig fælles kultur. Således er der grund til at betragte sejd og shamanisme som to beslægtede men væsensforskellige praksisser.
Den danske religionsforsker Jens Peter Schjødt mener ligefrem, at Odin, som ellers ofte betegnes som den guddommelige inkarnation af shamanen, ikke kan karakteriseres som en sådan. At forbindelsen mellem de to traditioner ikke har været direkte kan måske påvises gennem det finske ord seitas og det samiske sieiddes etymologi. Ordene stammer fra nordisk seiðr, men betegner store og usædvanligt formede træer eller klippestykker, der spiller en stor rolle i finno-samisk religion, og er ikke direkte relateret til den shamanistiske praksis.

## Mytologi
I mytologien fremstilles Odin som en dygtig sejdmager. I Kormaks saga fortælles, at Óðinn seið til Rindar (= Odin sejdede Rind), han forheksede Rind, til han fik sin vilje. I Ynglingesaga fortælles det, at Freja lærte Odin ham op:
Njords datter hed Freya; hun var offerpræstinde. Hun var den første, der lærte aserne den sejd, som blev brugt hos vanerne.
Gullveig beskrives i Völuspá beskrives som den kvinde, der som den første introducerede sejd i Asgård, og er sandsynligvis identisk med Freja, eller et aspekt af hende som sejdudøver. Episoden er uklar, særligt fordi den ikke refereres i andre kendte myter, men asernes forsøg på at dræbe Gullveig tolkes almindeligvis som den udløsende faktor i krigen mellem aser og vaner. Grunden til asernes reaktion har muligvis været deres frygt for den magt sejden gav den kyndige. Margaret Clunies Ross har påpeget, at Heids overlevering af sejd til kvinder repræsenterede en stor fare for den sociale orden hos aserne, ikke mindst når Odin overskrider kønsmæssige afgrænsninger ved at benytte sig af sejd - ligesom Loke, der i flere myter skildres kønsmæssigt tvetydigt. Odin og Loke udsatte sig for en symbolsk feminisering for at få adgang til langt større kræfter.
Vølven Groa, der forsøgte at hjælpe Thor efter hans kamp mod Hrungner, og som blev opvakt fra de døde i Svipdagsmál, var en anden mytologisk sejdudøver. En anden figur, der muligvis er relateret til sejd, er vølven, Odin opsøger i Völuspá. Den bliver intet sted eksplicit knyttet til sejd, men den rituelle teknik omtales ved navn i forbindelse med Heids møde med aserne. Hun bliver traditionelt associeret med Freja, men det er også foreslået, at hun er identisk med vølven i digtet. Denne antagelse bygger til dels på lighederne i beskrivelserne af nornerne og vølven.

## Skriftlige kilder
Sejd optræder i flere skriftlige kilder; fx kan Tacitus i Historiae være et tidligt vidnesbyrd om en vølvelignende funktion blandt germanerne. Jordanes beskriver i Getica (XXIV:121) nogle gotiske præstinder, kaldet aliorumnas, som kan være en form for vølver. De blev drevet i eksil af kongen, da goterne havde slået sig ned i Ukraine. Aliorumnas er muligvis en forvanskning af den gotiske betegnelse halju-runnos, der betyder "Hel-løbere" eller "løbere til dødsriget" (en henvisning til shamanistiske ritualer).

### Ynglingesagaen
Snorres Ynglingesaga fortæller, at sejd er en både divinatorisk og manipulerende magi, men teksten tyder også på, at de divinatoriske træk i sejd var af en mere metafysisk karaktér end dem, der kendes fra andre sammenhænge. Ynglingesagaen er skrevet af en kristen, som formentlig var mere negativ i sin opfatning af sejd end folk var i før-kristen tid.
Alle disse færdigheder lærte han fra sig ved hjælp af runer og de sange, der kaldes galder; derfor kaldes aser for galdersmede. Odin havde og brugte selv den færdighed, der gav den største kraft, og som kaldes sejd; dermed kunne han se folks skæbne og ting, der endnu ikke var sket, og ligeså bevirke folks død eller uheld eller sygdom, og tilmed fratage folk deres forstand eller styrke og give den til andre. Men når denne slags trolddom fremmes, følges den af en så voldsom, utugtig liderlighed, at mandfolk ikke uden skam kan bedrive den; derfor blev præstinderne belært i denne færdighed.

### Erik den Rødes saga
Den mest kendte beskrivelse af et sejd stammer fra Erik den Rødes saga, som finder sted i nordboernes koloni Herjolfsnæs omkring år 1000, og indeholder en detaljeret beskrivelse af et sejdritual. I forbindelse med en misvækst blev vølven Torbjørg, kaldt "Lille-Vølve", indbudt til en gård for at finde årsagen til misvæksten. Befolkningen i området var på dette tidspunktet overvejende kristne, men i deres nød vendte de sig til den gamle tro. Om Torbjørg fortælles det, at hun havde haft ni søstre, som alle var spåkoner, men hun var den eneste, der endnu levede. Torbjørg plejede om vinteren at drage omkring på besøg, og hun blev særligt indbudt til folk for at se ind i fremtiden. Torkel var den største bonde på stedet, og indbød hende til sin gård, hvor der blev indrettet et højsæde til hende og lagt puder på med hønsefjer. Torbjørg ankom iført en ædelstensbesat blå kappe og en sort lammeskindshue, fôret med hvidt katteskind, ligesom hendes handsker var af katteskind. I hånden holdt hun en stav pyntet med messing og sten. Om sig havde hun et bælte af fyrsvamp med en stor skindpung, hvor hun opbevarede sine tryllemidler. På fødderne havde hun lodne kalveskindssko. Folk hilste hende sømmeligt, og Torkel ledte hende ved hånden til højsædet. Her fik hun serveret en grød af gedemælk og en ret af hjerterne fra alle gårdens dyr. Hun havde en messingske og en kniv med spidsen knækket af. Da bordene var fjernet, spurgte Torkel hende om det, folk længtes efter at vide. Det ville hun fortælle dem næste morgen.
Næste morgen forberedte Torbjørg sejden. Gudrid afslog som kristen at hjælpe hende med den nødvendige sang, vardlokkur, som Gudrid ellers havde lært af sin fostermor Halldis på Island. Hun lod sig dog overtale, og fremførte kvadet smukt. Spåkonen takkede hende for kvadet og sagde, at det havde trukket mange ånder til. Nu så hun angiveligt tydeligt, hvad før lå skjult. "Tiderne vil bedres, efterhånden som foråret kommer." Derefter spurgte folkene hende hver især om det, de mest ønskede at vide, og hendes svar slog sjælden fejl. Vejret blev også snart bedre, som hun havde spået.

### Orvar-Odds saga
I Orvar-Odds saga møder Orvar-Odd en vølve, som hans fosterfar har inviteret til gården. Hun medbringer et følge på 15 drenge og 15 piger. Vølven bærer en sort kappe, og ligesom Torbjørg har hun en stav. Den havde den egenskab, at den kunne fremkalde glemsel hos den, der berøres tre gange på kinden af den.

### Lokasenna
I Lokasenna håner Loke Odin, fordi han har udøvet sejd på Samsø.

### Vølvens Spådom
I Vølvens Spådom fortælles, hvordan kvinden Heid kom til Asgård og indviede kvinderne i sejdkunsten:
Heid hun hed,
hvor til huse hun kom,
spående Vølve;
ulve hun tæmmed,
sejd hun øved,
sejd hun elsked.
Altid var hun yndet
af onde kvinder.
Margaret Clunies Ross mener, at Heid udgjorde en trussel mod aserne ved at kunne kontrollere skæbnen. Første reaktion var afvisning, dernæst drabsforsøg og krig. Grunden var, at asernes maskuline kontrol var truet. Spydstik var en destruktiv penetration, og derved en understregning af den maskuline afvisning. Anden reaktion var, at Odin som enkeltindivid lærte sig kunsten, dvs. ikke som en del af kollektivet. Hun mener, at aserne afviste sejden, fordi den blev forbundet med feminitet og vakte afsky som mandlig praksis.

## Moderne rekonstruktion
Forskellige grupper inden for nyhedenske bevægelse har forsøgt at rekonstruere sejd, bl.a. Diana Paxson med sin gruppe Hrafnar. Sejd er blevet et vigtigt element hos flere britiske hedenske grupper. Normalt lægger de asetro grupper vægt på en rekonstruktion på grundlag af faktiske kilder og de videnskabelige teorier baseret på samme materiale.

## Eksterne link
- Komparativt studie i før-kristen nordisk sejd og samisk shamanisme